# Sprechzettel

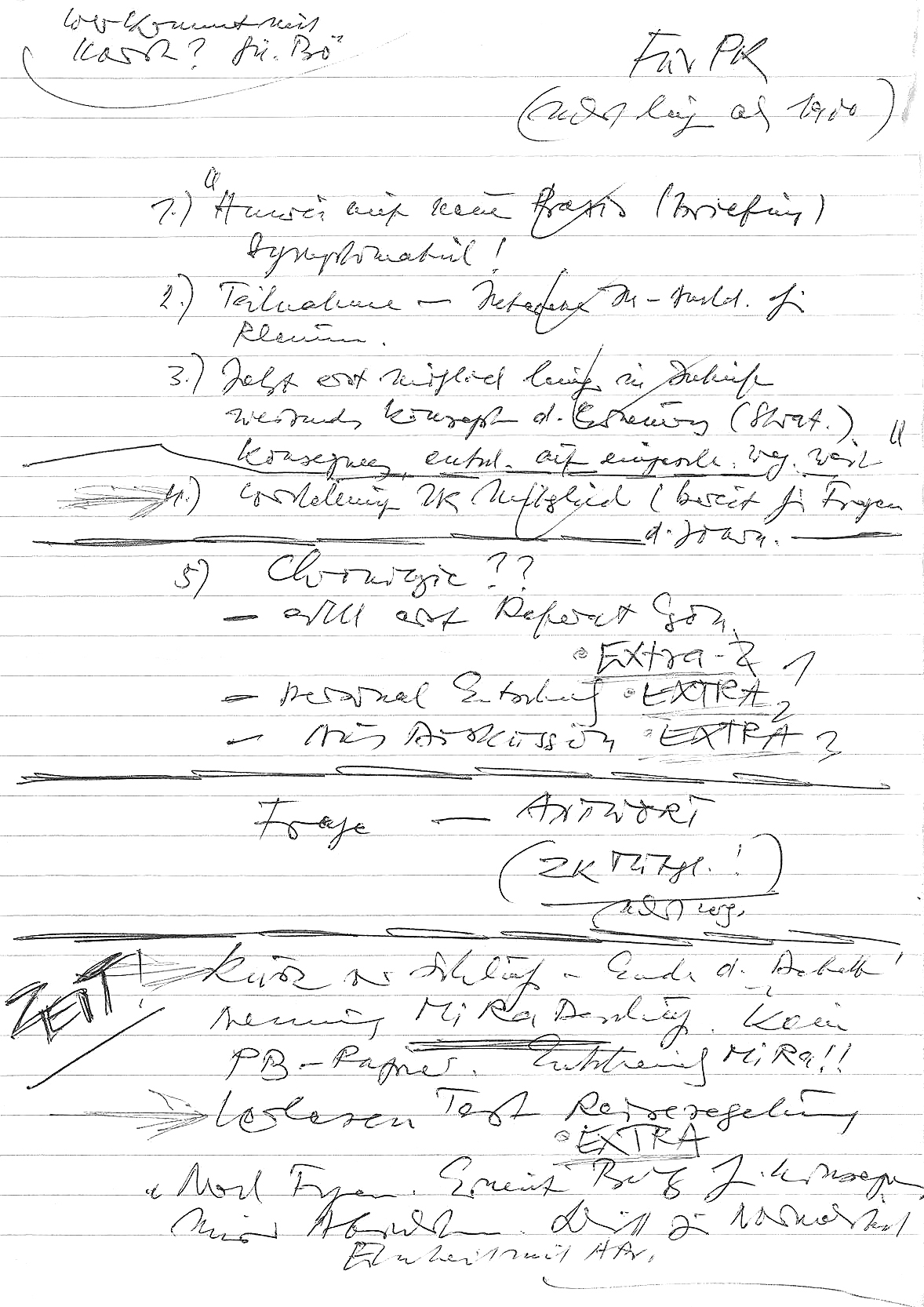
Notizzettel von Günter Schabowski zur Pressekonferenz vor dem Mauerfall (1989)

Bei einem Sprechzettel handelt es sich um ein Manuskript für einen mündlichen Redebeitrag.

## Formen
Es wird vorbereitend erstellt und enthält in komprimierter Form wesentliche Informationen zu einem Thema (z. B. Rede, Regierungserklärung) oder einem Fragekomplex (z. B. für Vorladung vor einen Untersuchungsausschuss). Oft umfasst der Sprechzettel aus Gründen der Übersichtlichkeit nicht mehr als ein oder zwei Seiten.
Im Alltag befähigt er Unternehmenssprecher und Politiker, zu fachfremden Sachverhalten ad hoc Stellung zu beziehen. Der Sprechzettel kann ähnlich wie ein Protokoll zum Nachvollziehen des Inhalts eines Treffens herangezogen werden. Während das Protokoll jedoch die Gesamtheit der Redebeiträge eines Treffens darstellt, vermittelt der Sprechzettel nur die Grundlage eines einzelnen Redebeitrags.
Weicht der Sprecher durch Unachtsamkeit oder situationsbedingt vom Sprechzettel ab, gilt das gesprochene Wort. So führte beispielsweise 1989 eine Abweichung vom Sprechzettel zum Mauerfall.

## Zitat
„Sprechzettel enthalten die schriftliche Darlegung eines Problems und eine kurze Orientierung. Sprechzettel gliedern sich in die Abschnitte – Sachstand – Problem (ein Satz!) – Stellungnahme (des Bearbeiters) – Vorschläge und Empfehlungen (oder Alternativen). Im allgemeinen sollen Sprechzettel nicht länger als eine Schreibmaschinenseite sein. Die Vortragsnotiz ist ein in direkter Rede abgefaßter Sprechzettel und ermöglicht dem Vorgesetzten, Erklärungen abzugeben.“